# سونيا غاندي
سونيا غاندي (بالإيطالية: Sonia Maino)(ولدت 9 ديسمبر 1946 -)، سياسية هندية، رئيسة المؤتمر الوطني الهندي الحاكم. كان من المحتمل أن تصبح رئيسة الوزراء القادمة للهند عقب فوز حزبها في انتخابات 2004. بعد مفاوضات شاقة تنازلت عن حلم أن ترأس الوزارة واكتفت بزعامتها لحزب المؤتمر الوطني الهندي.
ولدت سونيا  في «لوسيانا» فينيتو، إيطاليا، التقت براجيف غاندي أثناء دراستها للغات في جامعة كمبريدج البريطانية. وتزوجا في 1968 ثم انتقلت للعيش معه في الهند. بعد خمس عشرة سنة كاملة من زواجها أصبحت مواطنة هندية في عام 1983. ويذكر ان جنسيتها الإيطالية كانت تمثل عائقا أمام طموحات زوجها السياسية.
بعد اغتيال زوجها في 21 مايو 1991 كان عليها أن تواجه ضغطاً كبيراً من حزب المؤتمر حتى تدخل عالم السياسة، جرت العادة بوجوب تولى أحد أفراد عائلة نيهرو زعامة الحزب. رفضت هذه العروض، وفضلت أن تعزل نفسها.
عادت بعدها إلى عالم السياسة، وتولت زعامة حزب المؤتمر عام 1998، ثم فازت بمقعد بالبرلمان الهندي عام 1999، ونظراً لأن اسم غاندي ما زال راسخاً في وجدان الهند، كان أمل حزب المؤتمر أن تنجح في ترجمة هذا إلى أصوات انتخابية وهو ما نجحت أخيراً في تحقيقه. وقبيل فوز حزبها المفاجئ بالانتخابات الأخيرة، لم يكن هناك أحد على ثقة بشأن مستقبلها السياسي.

## النشأة
وُلدت سونيا غاندي عام 1946 لأسرة إيطالية من الطبقة المتوسطة في مدينة تورينو، وكانت تنتمي إلى الطائفة الكاثوليكية الرومانية. التحقت بمدرسة كاثوليكية، ثم انتقلت إلى المملكة المتحدة لاستكمال دراستها، وهناك التقت براجيف غاندي، حفيد الزعيم الهندي جواهر لال نهرو، والنجل الأكبر لرئيسة وزراء الهند آنذاك أنديرا غاندي. تزوجت سونيا من راجيف غاندي عام 1969، وانتقلت معه إلى الهند، حيث أصبحت على دراية وثيقة بالحياة السياسية في البلاد بفضل علاقتها القريبة بحماتها أنديرا غاندي.
على الرغم من اقترابها من أجواء السياسة، فقد اختارت سونيا وراجيف في البداية الابتعاد عن العمل السياسي؛ إذ عمل راجيف طيارًا، بينما آثرت سونيا التفرغ لشؤون الأسرة. كانت سونيا تُبدي نفورًا شديدًا من السياسة، حتى أنها صرّحت ذات مرة بأنها تفضّل أن يصبح أبناؤها متسولين على أن يكونوا سياسيين.
غير أن الأوضاع تغيرت بشكل جذري عقب اغتيال أنديرا غاندي، ما اضطر راجيف إلى خلافة والدته في قيادة حزب المؤتمر الوطني. وجدت سونيا نفسها، رغمًا عنها، داخل الدائرة السياسية، فبدأت تقرأ كتب التاريخ والفلسفة لتدعم زوجها في مسيرته السياسية وتساعده في إدارة شؤون البلاد. رافقته في جولاته عبر مختلف أرجاء الهند، بما في ذلك المناطق النائية والفقيرة، حيث التقت بالشعب وتفاعلت مع معاناتهم وتطلعاتهم، ما جعلهم يفتحون لها قلوبهم ويبادلونها الود.
وبعد اغتيال راجيف غاندي عام 1991، تعرضت سونيا لضغوط شديدة لتولي زعامة حزب المؤتمر خلفًا لزوجها. ورغم إصرارها في البداية على رفض الانخراط في العمل السياسي، فإنها رضخت في نهاية المطاف لمطالب الحزب، فانضمت إليه، وتولّت رئاسته بعد مرور 62 يومًا فقط على انضمامها.

## المناصب
تولت سونيا غاندي رئاسة حزب المؤتمر الهندي لمدة عشر سنوات متتالية، ثم أُعيد انتخابها لولاية رابعة عام 2004، بعد فوز الحزب في الانتخابات العامة. وعلى الرغم من ذلك، رفضت تولي منصب رئاسة الوزراء بإصرار، وذلك في ظل موجة من الانتقادات التي تعرضت لها بسبب أصولها الإيطالية. وقد شكّل هذا الرفض رسالة واضحة إلى نجاح الحملة التي شنّها القوميون المتشددون ضدها، والذين كانوا يعارضون بشدة أن تتولى شخص غير هندي الأصل قيادة البلاد.
وقد زادت الضغوط على سونيا غاندي بعد امتناع الأحزاب الشيوعية عن المشاركة في الائتلاف الحكومي تحت زعامتها، مكتفية بتقديم الدعم للحكومة من الخارج، وهو ما أثار الكثير من التساؤلات والشكوك بشأن مدى قبولها الشعبي والسياسي. كما أن مخاوف عائلتها من أن تلقى المصير ذاته الذي لقيه زوجها راجيف غاندي، لعبت دورًا في اتخاذها القرار الصعب بالعدول عن تولي رئاسة الوزراء. وأكدت سونيا أن هدفها لم يكن الوصول إلى المنصب بحد ذاته، بل إعادة حزب المؤتمر إلى السلطة لمواجهة الأوضاع الداخلية المتدهورة في البلاد.
وقد تنازلت سونيا غاندي عن المنصب لصالح الدكتور مانموهان سينغ، الذي تولى رئاسة الوزراء، ليصبح بذلك أول شخصية من طائفة السيخ تشغل هذا المنصب الرفيع في بلد ذي أغلبية هندوسية. وقد اعتُبر هذا القرار موفقًا على عدة مستويات؛ فمانموهان سينغ شخصية سياسية مرموقة، سبق له أن تولى وزارة المالية ومحافظة البنك المركزي، ويتمتع بسمعة طيبة على الصعيدين السياسي والاقتصادي، مما ساعد على تقليص حدة المعارضة المحتملة من الأطراف السياسية الأخرى.
علاوة على ذلك، فإن اختيار شخصية سيخية لهذا المنصب ساهم في تعزيز الوحدة الوطنية، خاصة أن عقيدة السيخ تجمع بين عناصر من التقاليد الإسلامية والهندوسية. ويُذكر أن طائفة السيخ كانت في السابق متورطة في اغتيال أنديرا غاندي نتيجة لخلافات عرقية ودينية في عهدها، ما يجعل من هذا الاختيار إشارة قوية لاحترام سونيا غاندي للتعددية الدينية والعرقية في الهند، وتقديرها للمصالحة الوطنية.

## الدور السياسي
في عام 2008، تمكنت سونيا غاندي من تحقيق إنجاز دبلوماسي بارز بتوقيع اتفاقية للتعاون النووي السلمي بين الهند والولايات المتحدة الأمريكية، وهي اتفاقية ذات أهمية استراتيجية للطرفين. فمن جهة، أتاحت للولايات المتحدة فرصة للحد من تصاعد النفوذ الصيني في المنطقة، وساعدتها في المضي قدمًا نحو هدفها المتمثل في الحد من انتشار الأسلحة النووية. أما من جهة الهند، فقد وفّرت الاتفاقية امتيازات اقتصادية ومالية كبيرة، عززت من مسيرتها في مجال التنمية.

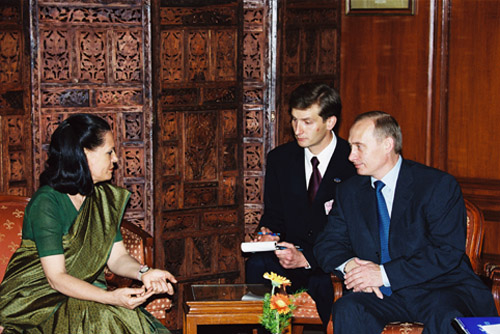
بوتين مع سونيا غاندي

رغم ذلك، واجهت الاتفاقية انتقادات لاذعة، خاصة من التيارات اليسارية التي اعتبرتها أداة لترسيخ الهيمنة الأمريكية على السياسة الهندية، مما قد يحدّ من استقلالية القرار الوطني. وردّت سونيا غاندي على تلك الانتقادات بتصريح حاسم قالت فيه: "إن أمننا القومي، وبرنامجنا النووي، واستقلال سياستنا الخارجية، هي ثوابت لا يمكن التنازل عنها."
ومن بين أبرز إنجازاتها الداخلية، كان اهتمامها اللافت بقضايا المرأة، وهو ما يميزها عن رئيسة الوزراء السابقة أنديرا غاندي التي لم تولِ هذا الملف أولوية تُذكر. ففي ظل قيادة سونيا، سعى حزب المؤتمر بجدية لتمرير مشروع قانون يُغلّظ العقوبات على مرتكبي جرائم الاغتصاب، حيث تصل بعض العقوبات إلى السجن ثلاثين عامًا، بل قد تصل في بعض الحالات إلى الإخصاء الكيميائي.
وجاءت واقعة الاغتصاب الجماعي التي هزّت الهند، وأودت بحياة إحدى الضحايا، لتشكل نقطة تحول في موقف سونيا غاندي؛ حيث ألغت مظاهر الاحتفال بالعام الجديد حدادًا على روح الضحية، ودعت إلى تسريع إصدار التشريعات الكفيلة بمواجهة هذه الظاهرة المتفشية. ومن ضمن المبادرات المقترحة، إنشاء محاكم متخصصة في قضايا الاغتصاب، والبت فيها خلال فترة لا تتجاوز ثلاثة أشهر من وقوع الجريمة، بهدف ردع الجناة وتحقيق العدالة السريعة.
ورغم ما حققته من خطوات ملموسة في هذا الشأن، إلا أن سونيا غاندي لم تعتبر ما أُنجز كافيًا، مؤكدة أن قضية المرأة في الهند هي قضية وطنية تتطلب تضافر جهود جميع فئات المجتمع دون استثناء. كما شددت على أن العقوبات الجنائية وحدها لا تكفي، بل يجب أن ترافقها برامج تثقيفية وتشريعية تزرع القيم الأخلاقية في النفوس، وتغرس مبادئ الاحترام المتبادل بين أفراد المجتمع، بغض النظر عن الدين أو اللغة أو العرق.
وفي سياق موازٍ، واجهت سونيا تحديات أمنية خطيرة، خاصة مع تصاعد هجمات الماويين، والتي كان أبرزها هجوم مايو 2013 الذي أودى بحياة عدد من قيادات حزب المؤتمر، بينهم وزير الداخلية الأسبق. وقد تابعت سونيا غاندي الحدث عن كثب، وأعربت عن حزنها العميق، في حين أعلن رئيس الوزراء مانموهان سينغ لاحقًا أن التفاوض مع المتمردين الماويين لم يعد ممكنًا، متعهدًا باستخدام أقصى درجات الحزم للقضاء عليهم.
وعلى الرغم من النجاحات التي حققتها، عادت مشكلة أصولها الأجنبية لتطفو على السطح عام 2011، حينما بدأت التهيئة لترشحها لرئاسة الهند، فواجهت رفضًا مشابهًا لما واجهته عقب انتخابات 2004. وفي تلك الفترة، تعرضت لأزمة صحية نُقلت على إثرها إلى الولايات المتحدة لتلقي العلاج، وخلال غيابها، تولى ابنها راهول غاندي مسؤولية قيادة الحزب مؤقتًا.
وتجدر الإشارة إلى أن سونيا غاندي تعتبر راهول خليفتها المنتظر، سواء على رأس حزب المؤتمر أو لرئاسة الوزراء، وهو ما يُعزز استمرار النمط العائلي في الحياة السياسية الهندية. غير أن مستقبل هذه العائلة السياسية سيظل مرهونًا بأداء حزب المؤتمر وقدرته على استعادة شعبيته والتغلغل في أوساط المجتمع، ولا سيما في صفوف الطبقة الوسطى المتنامية.

## وصلات خارجية
- سونيا غاندي على موقع IMDb (الإنجليزية)
- سونيا غاندي على موقع الموسوعة البريطانية (الإنجليزية)
- سونيا غاندي على موقع مونزينجر (الألمانية)
- سونيا غاندي على موقع إن إن دي بي (الإنجليزية)
- سونيا غاندي على موقع قاعدة بيانات الفيلم (الإنجليزية)
- نبذة عن سونيا غاندي

اقرأ عن حياة المهاتما غاندي